# Ocimum lamiifolium
Ocimum lamiifolium là một loài thực vật có hoa trong họ Hoa môi. Loài này được Hochst. ex Benth. mô tả khoa học đầu tiên năm 1848.